# يهودية مع برتقال
يهودية مع برتقال هي لوحة زيتية للرسام البولندي ألكسندر جيريمسكي،سرقت اللوحة من قبل القوات النازية أثناء الحرب العالمية الثانية واستعيدت في عام 2011.